# Nada Temerei
Nada Temerei é o primeiro álbum de estúdio da cantora brasileira Ana Nóbrega, sendo o segundo trabalho de sua carreira solo. Lançado em formato físico e digital pela gravadora Som Livre em 12 de fevereiro de 2013, o álbum contém treze canções, escritas em maioria pela cantora, sendo algumas em parceria com o cantor Israel Salazar, incluindo a regravação de "Porque estás comigo", sendo esta de autoria da cantora Ana Paula Valadão, que atua na obra em participação especial na faixa "Pra Te Adorar".
Segundo a artista, o título da obra seria homônimo ao seu nome, até que em uma noite sonhou com o nome Nada Temerei e a capa do disco. "A princípio seria um CD homônimo (Ana Nóbrega por Ana Nóbrega) até que um dia sonhei com a capa do CD e esse título ‘Nada Temerei’. E questionei a Deus a respeito disso, pois, não era esse o nome do meu trabalho." Sonoramente, o trabalho é bem distinto da proposta musical da banda que foi vocalista, o Diante do Trono, mesclando vários estilos musicais, mesmo tendo uma essência congregacional.
O projeto gráfico de Nada Temerei foi produzido pela Quartel Design, e foi elogiado pela mídia especializada e o público. O trabalho foi gravado e produzido durante os anos de 2012 e 2013 em Belo Horizonte, no estúdio da banda Diante do Trono.

## Faixas
1. "De Tal Maneira" (Ana Nóbrega) '4:42
2. "Eu Amo Te Adorar" (Ana Nóbrega) '3:44
3. "Bendiga ao Senhor" (Ana Nóbrega) '3:41
4. "Com Tudo o que Sou" (Ana Nóbrega) '4:44
5. "Nada Temerei" (Ana Nóbrega) '3:51
6. "Sempre Por Perto" (Ana Nóbrega) '4:37
7. "Pra Te Adorar" (Ana Nóbrega e Israel Salazar) '5:40
8. "Estou Aqui" (Ana Nóbrega) '5:23
9. "Mais" (Ana Nóbrega) '3:45
10. "Te quero Mais" (Ana Nóbrega e Israel Salazar) '5:01
11. "Tu És a Fonte" (Ana Nóbrega) '5:41
12. "Eu quero o Teu Fogo" (Israel Salazar) '5:53
13. "Porque Estás Comigo" (Ana Paula Valadão) '4:49